# Тринидад и Тобаго на Светском првенству у атлетици на отвореном 2015.
Тринидад и Тобаго је учествовао на Светском првенству у атлетици на отвореном 2015. одржаном у Пекингу од 22. до 30. августа петнаести пут, односно учествовао је на свим првенствима до данас. Репрезентацију Тринидада и Тобагоа представљало је 19 такмичара (11 мушкараца и 8 жена) у 13 (7 мушких и 6 женских) дисциплина.,
На овом првенству Тринидад и Тобаго је по броју освојених медаља делио 22. место са две освојене медаље (сребрна и бронзана). Оборена су 3 национална рекорда остварена су 4 најбоља национална и 4 лична резултата сезоне. У табели успешности према броју и пласману такмичара који су учествовали у финалним такмичењима (првих 8 такмичара) Тринидад и Тобаго је са 5 учесника у финалу делио 15. место са 22 бодова.
| Плас. | Земља             | 1. место | 2. место | 3. место | 4. место | 5. место | 6. место | 7. место | 8. место | Бр. финал. | Бод. |
| ----- | ----------------- | -------- | -------- | -------- | -------- | -------- | -------- | -------- | -------- | ---------- | ---- |
| =15.  | Тринидад и Тобаго | 0        | 1        | 1        | 0        | 1        | 1        | 1        | 0        | 5          | 22   |

## Учесници
Учествовало је 19 такмичара (11 мушкараца и 9 жена).
| Мушкарци: - Кестон Бледман — 100 м - Рондел Сориљо — 100 м - Kyle Greaux — 200 м - Machel Cedenio — 400 м, 4 × 400 м - Рени Квоу — 400 м, 4 × 400 м - Лалонд Гордон — 400 м, 4 × 400 м - Микел Томас — 110 м препоне - Џехју Гордон — 400 м препоне - Џарин Соломон — 4 × 400 м - Дион Лендор — 4 × 400 м - Кишорн Волко — Бацање копља | Жене: - Мишел-Ли Ахје — 100 м, 4 × 100 м - Кели-Ен Баптист — 100 м, 4 × 100 м - Семој Хакет — 100 м, 200 м, 4 × 100 м - Рејаре Томас — 200 м, 4 × 100 м - Камариа Дурант — 200 м - Sparkle McKnight — 400 м препоне - Khalifa St. Fort — 4 × 100 м - Клиопатра Борел — Бацање кугле |  |

## Освајачи медаља (2)

### Сребро (1)
- Рени Квоу, Лалонд Гордон, 
 Дион Лендор, Machel Cedenio, Џарин Соломон — 4 х 400 м

### Бронза (1)
- Кели-Ен Баптист, Мишел-Ли Ахје, 
 Рејаре Томас, Семој Хакет, Khalifa St. Fort — 4 х 100 м

## Резултати

### Мушкарци
| Атлетичар                                                               | Дисциплина    | Лични рекорд | Предтакмичење   | Предтакмичење   | Квалификације        | Квалификације        | Полуфинале                                  | Полуфинале           | Финале                                      | Финале               | Детаљи |
| Атлетичар                                                               | Дисциплина    | Лични рекорд | Резултат        | Место           | Резултат             | Место                | Резултат                                    | Место                | Резултат                                    | Место                | Детаљи |
| ----------------------------------------------------------------------- | ------------- | ------------ | --------------- | --------------- | -------------------- | -------------------- | ------------------------------------------- | -------------------- | ------------------------------------------- | -------------------- | ------ |
| Кестон Бледман                                                          | 100 м         | 9,86         | слободни        | слободни        | 10,75                | 8. у гр. 3           | Није се квалификовао                        | Није се квалификовао | Није се квалификовао                        | 50 / 67 (71)         |        |
| Рондел Сориљо                                                           | 100 м         | 10,03        | слободни        | слободни        | Није стартовао       | Није стартовао       | Није се квалификовао                        | Није се квалификовао | Није се квалификовао                        | Није се квалификовао |        |
| Kyle Greaux                                                             | 200 м         | 20,42        |                 |                 | 20,51                | 5. у гр. 7           | Није се квалификовао                        | Није се квалификовао | Није се квалификовао                        | 31 / 54 (60)         |        |
| Machel Cedenio                                                          | 400 м         | 44,36        | 44,54 КВ        | 2. у гр. 1      | 44,64 кв             | 3. у гр. 3           | 45,06                                       | 12 / 32 (35)         |                                             |                      |        |
| Рени Квоу                                                               | 400 м         | 44,53        | 44,54 КВ, ЛРС   | 2. у гр. 6      | 44,98                | 5. у гр. 1           | Нису се квалификовали                       | 16 / 44 (45)         |                                             |                      |        |
| Лалонд Гордон                                                           | 400 м         | 44,52        | 44,97 КВ        | 3. у гр. 4      | 44,70                | 4. у гр. 2           | Нису се квалификовали                       | 9 / 44 (45)          |                                             |                      |        |
| Микел Томас                                                             | 110 м препоне | 13,17 НР     | дисквалификован | дисквалификован | Није се квалификовао | Није се квалификовао | Није се квалификовао                        | Није се квалификовао | Архивирано на веб-сајту (27. децембар 2015) |                      |        |
| Џехју Гордон                                                            | 400 м препоне | 47,69        | 49,91           | 7. у гр. 2      | Није се квалификовао | Није се квалификовао | Није се квалификовао                        | 31 / 40 (44)         |                                             |                      |        |
| Рени Квоу2, Лалонд Гордон2, Дион Лендор, Machel Cedenio2, Џарин Соломон | 4 х 400 м     | 2:58,34 НР   | 2:58,67 КВ НРС  | 2. у гр. 2      |                      |                      | 2:58,20 НР                                  |                      |                                             |                      |        |
| Кишорн Волко                                                            | Бацање копља  | 90,16 НР     | 76,83           | 13. у гр. А     | Није се квалификовао | 26 / 33              | Архивирано на веб-сајту (26. новембар 2015) |                      |                                             |                      |        |

- Атлетичари у штафети означени са бројем су учествовали и у појединачним дисциплинама.

### Жене
| Атлетичарка                                                                     | Дисциплина    | Лични рекорд | Квалификације  | Квалификације | Полуфинале            | Полуфинале            | Финале                                    | Финале       | Детаљи                                      |
| Атлетичарка                                                                     | Дисциплина    | Лични рекорд | Резултат       | Место         | Резултат              | Место                 | Резултат                                  | Место        | Детаљи                                      |
| ------------------------------------------------------------------------------- | ------------- | ------------ | -------------- | ------------- | --------------------- | --------------------- | ----------------------------------------- | ------------ | ------------------------------------------- |
| Мишел-Ли Ахје                                                                   | 100 м         | 10,85        | 10,98 КВ       | 1. у гр. 3    | 10,97 кв, ЛРС         | 3. у гр. 3            | 10,98                                     | 5 / 52 (54)  |                                             |
| Кели-Ен Баптист                                                                 | 100 м         | 10,83 НР     | 11,13 КВ       | 1. у гр. 6    | 10,90 КВ              | 2. у гр. 2            | 11,01                                     | 6 / 52 (54)  |                                             |
| Семој Хакет                                                                     | 100 м         | 11,04        | 11,16 КВ, =ЛРС | 2. у гр. 5    | 11,13 ЛРС             | 5. у гр. 1            | Нису се квалификовале                     | 14 / 52 (54) |                                             |
| Семој Хакет                                                                     | 200 м         | 22,51        | 22,89 КВ       | 2. у гр. 5    | 22,75                 | 4. у гр. 2            | Нису се квалификовале                     | 11 / 49 (51) |                                             |
| Рејаре Томас                                                                    | 200 м         | 22,82        | 23,09 КВ       | 3. у гр. 6    | 23,03                 | 7. у гр. 1            | Нису се квалификовале                     | 18 / 49 (51) |                                             |
| Камариа Дурант                                                                  | 200 м         | 22,74        | 23,25          | 6. у гр. 2    | Није се квалификовала | Није се квалификовала | Није се квалификовала                     | 30 / 49 (51) | Архивирано на веб-сајту (30. новембар 2015) |
| Sparkle McKnight                                                                | 400 м препоне | 55,41        | 55,77 КВ       | 2. у гр. 1    | 56,21                 | 5. у гр. 2            | Није се квалификовала                     | 17 / 36 (37) |                                             |
| Кели-Ен Баптист2, Мишел-Ли Ахје2, Рејаре Томас2, Семој Хакет2, Khalifa St. Fort | 4 х 100 м     | 42,31 НР     | 42,24 КВ, НР   | 2. у гр. 2    |                       |                       | 42,03 НР                                  |              |                                             |
| Клиопатра Борел                                                                 | Бацање кугле  | 19,42 НР     | 18,55 КВ       | 3. у гр. А    | 17,43                 | 12 / 24               | Архивирано на веб-сајту (28. август 2015) |              |                                             |

- Атлетичарке означене бројем су учествовале и у некој од појединачних дисциплина.